# Amplificação polar

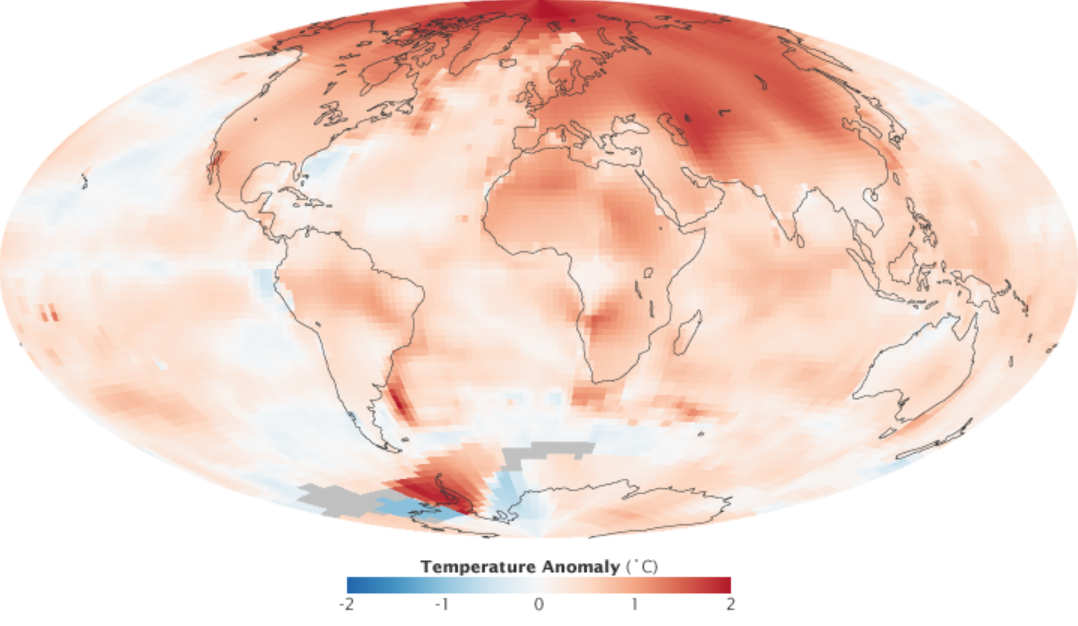
Tendência de temperatura da NASA GISS entre 2000 e 2009, destacando forte amplificação ártica

A amplificação polar é o fenômeno em que qualquer alteração no balanço líquido de radiação (como a intensificação do efeito estufa) tende a gerar uma mudança de temperatura mais significativa nas regiões próximas aos polos do que na média planetária. Este efeito é frequentemente expresso como a relação entre o aquecimento polar e o aquecimento tropical. Em um planeta com uma atmosfera que limita a emissão de radiação de onda longa para o espaço (o chamado efeito estufa), as temperaturas da superfície são mais elevadas do que o previsto por um simples cálculo de temperatura de equilíbrio planetário. Quando a atmosfera ou um oceano extenso transporta calor em direção aos polos, essas regiões se tornam mais quentes, enquanto as áreas equatoriais ficam mais frias do que seus balanços locais de radiação líquida indicariam. Os polos sofrem maior resfriamento quando a temperatura média global é mais baixa em relação a um clima de referência; por outro lado, experimentam o maior aquecimento quando essa temperatura média é mais alta.
Em um caso extremo, acredita-se que o planeta Vênus tenha passado por um aumento drástico do efeito estufa ao longo de sua história, a ponto de seus polos terem se aquecido o suficiente para tornar a temperatura de sua superfície praticamente isotérmica (sem variação entre polos e equador). Na Terra, o vapor d’água e gases traço produzem um efeito estufa menos intenso, enquanto a atmosfera e os vastos oceanos facilitam um transporte eficiente de calor em direção aos polos. Tanto as mudanças paleoclimáticas quanto as recentes alterações do aquecimento global demonstraram forte amplificação polar, conforme detalhado abaixo.
A amplificação ártica refere-se à amplificação polar exclusiva do Polo Norte da Terra, enquanto a amplificação antártica aplica-se ao Polo Sul.

## História
Um estudo baseado em observações sobre a amplificação ártica foi publicado em 1969 por Mikhail Budyko, cuja conclusão foi resumida como: "A perda de gelo marinho influencia as temperaturas árticas por meio do feedback do albedo da superfície." No mesmo ano, um modelo similar foi publicado por William D. Sellers. Ambos os estudos chamaram atenção por sugerirem a possibilidade de um feedback positivo descontrolado no sistema climático global. Em 1975, Manabe e Wetherald publicaram o primeiro modelo de circulação geral relativamente plausível para avaliar os efeitos do aumento de gases de efeito estufa. Apesar de cobrir menos de um terço do globo, com um oceano "pantanoso" e terras apenas em altas latitudes, o modelo mostrou um aquecimento mais rápido no Ártico do que nos trópicos (como todos os modelos posteriores).

## Amplificação

### Mecanismos de amplificação
Os feedbacks associadas à cobertura de gelo marinho e neve [en] são frequentemente apontadas como uma das principais causas da amplificação polar terrestre. Esses feedbacks são particularmente relevantes na amplificação polar local, embora estudos recentes indiquem que a feedback do gradiente adiabático é provavelmente tão importante quanto o feedback do albedo do gelo para a amplificação ártica. Essa ideia é reforçada pelo fato de que a amplificação em larga escala também é observada em modelos sem gelo ou neve. Esse fenômeno parece resultar tanto de uma intensificação (possivelmente temporária) do transporte de calor em direção aos polos quanto de mudanças diretas no balanço local de radiação líquido. O balanço de radiação local é fundamental, pois uma redução geral na radiação de onda longa emitida gera um aumento relativo maior na radiação líquida perto dos polos do que próximo ao equador. Assim, entre o feedback do gradiente adiabático e as mudanças no balanço de radiação local, grande parte da amplificação polar pode ser atribuída a variações na radiação de onda longa emitida. Isso é especialmente evidente no Ártico, enquanto o terreno elevado na Antártica restringe a influência da retroalimentação da taxa de lapso.
Exemplos de feedbacks do sistema climático que contribuem para a recente amplificação polar incluem a redução da cobertura de neve e do gelo marinho, mudanças na circulação atmosférica e oceânica, a presença de fuligem antropogênica no ambiente Ártico e o aumento da cobertura de nuvens e do vapor d’água. O forçamento por CO2 também foi associado à amplificação polar. A maioria dos estudos relaciona as  mudanças no gelo marinho ártico à amplificação polar. Tanto a extensão quanto a espessura do gelo influenciam este processo. Modelos climáticos com menor extensão base de gelo marinho e cobertura de gelo mais fina mostram uma amplificação polar mais intensa. Alguns modelos climáticos modernos exibem amplificação ártica sem alterações na cobertura de neve ou gelo.
Os processos individuais que contribuem para o aquecimento polar são fundamentais para compreender a sensibilidade climática. O aquecimento polar também afeta diversos ecossistemas, como os marinhos e terrestres, os sistemas climáticos e as populações humanas. A amplificação polar é majoritariamente impulsionada por processos locais nos polos, com pouco forçamento remoto, enquanto o aquecimento polar é regulado por forçamentos tropicais e de latitudes médias. Estes impactos da amplificação polar têm motivado pesquisas contínuas diante do aquecimento global.

### Circulação oceânica
Estima-se que 70% da energia eólica global seja transferida para o oceano, ocorrendo principalmente na Corrente Circumpolar Antártica (CCA). O afloramento causado pelo estresse do vento transporta águas frias antárticas através da corrente superficial do Atlântico, aquecendo-as ao longo do equador até o ambiente ártico. Esse processo é mais evidente em altas latitudes. Assim, o aquecimento no Ártico depende da eficiência do transporte oceânico global e desempenha um papel no efeito de gangorra polar.
A redução de oxigênio e o baixo pH durante o La Niña estão associados à diminuição da produção primária e a um fluxo mais acentuado das correntes oceânicas em direção aos polos. Sugere-se que o aumento das anomalias de temperatura do ar na superfície ártica durante períodos de La Niña no ENSO possa ser explicado pelo Mecanismo de Aquecimento Ártico Excitado Tropicalmente (TEAM), quando ondas de Rossby se propagam mais em direção aos polos, resultando em dinâmicas de ondas e um aumento da radiação infravermelha descendente.

### Fator de amplificação
A amplificação polar é medida por meio de um fator de amplificação polar, geralmente definido como a razão entre uma mudança na temperatura polar e uma mudança correspondente em uma temperatura média mais ampla:
{\displaystyle {FAF}={\Delta T_{p} \over \Delta {\overline {T}}}}  ,
onde {\displaystyle \Delta T_{p}} representa a variação na temperatura polar e {\displaystyle \Delta {\overline {T}}}   é, por exemplo, a variação correspondente na temperatura média global.
Implementações comuns definem as mudanças de temperatura diretamente como as anomalias [en] na temperatura do ar na superfície em relação a um intervalo de referência recente (geralmente 30 anos). Outros estudos utilizaram a razão das variâncias da temperatura do ar na superfície ao longo de um período mais extenso.

### Fase de amplificação

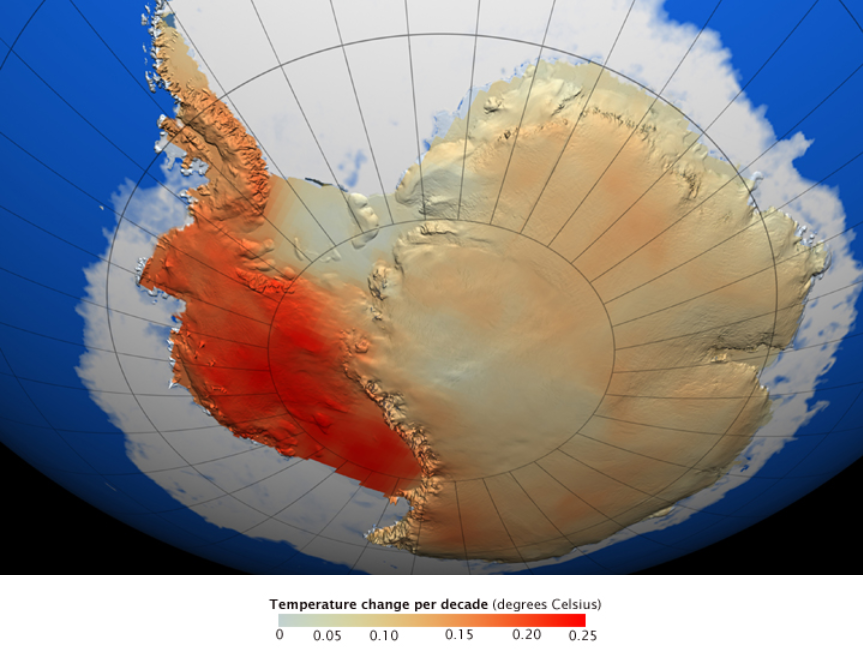
Tendências de temperatura na Antártica Ocidental (esquerda) superaram amplamente a média global; na Antártica Oriental, menos.

Observa-se que o aquecimento ártico e antártico frequentemente ocorre fora de fase devido ao forçamento orbital, resultando no chamado efeito de gangorra polar [en].

## Amplificação polar no paleoclima
Os ciclos glaciais e interglaciais do Pleistoceno fornecem amplas evidências paleoclimáticas de amplificação polar, tanto no Ártico quanto na Antártica. Em particular, o aumento de temperatura desde o último máximo glacial, há 20 000 anos, oferece uma imagem clara. Registros de temperatura por procuração do Ártico (Groenlândia) e da Antártica indicam fatores de amplificação polar na ordem de 2,0.

## Amplificação ártica recente

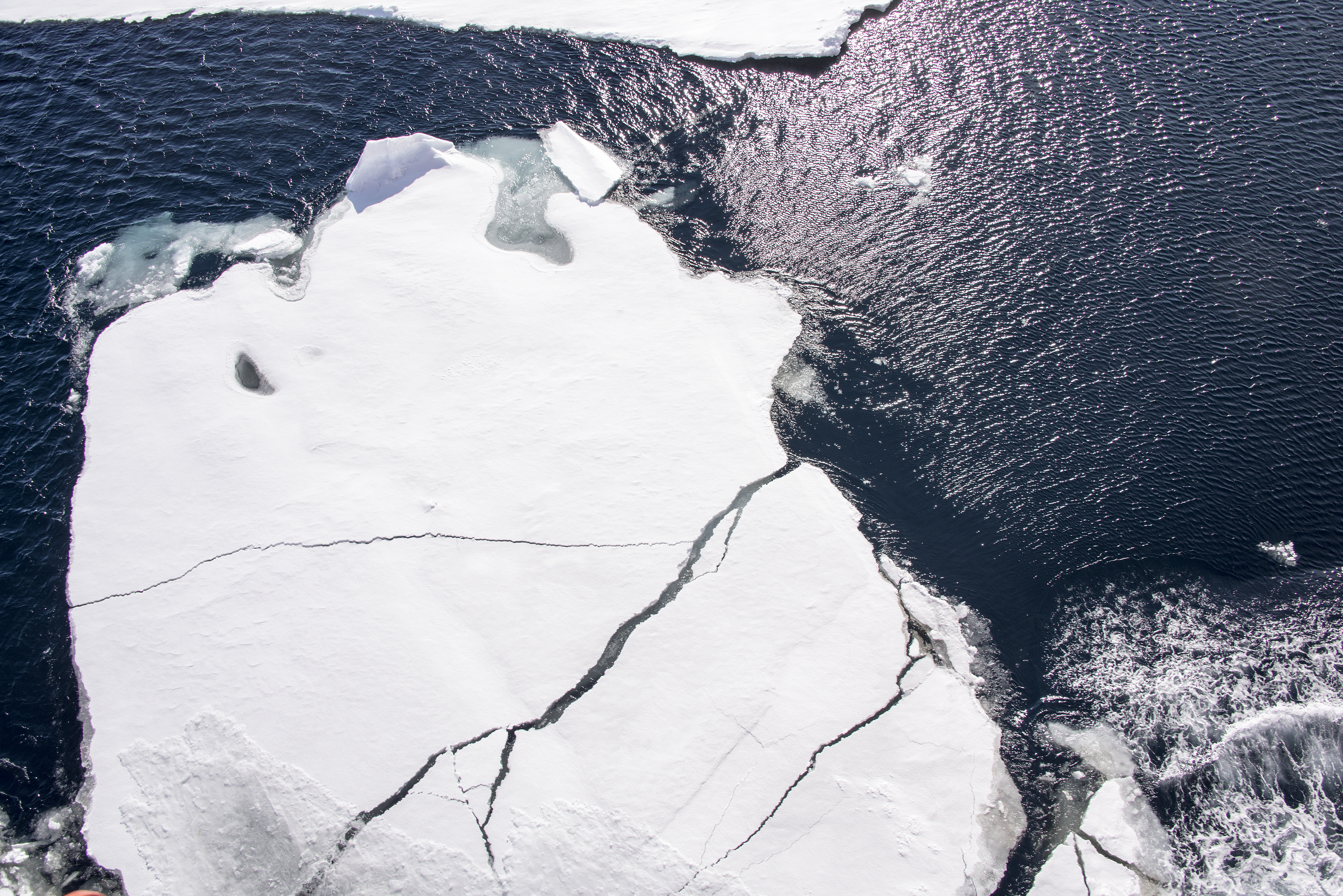
A superfície escura do oceano reflete apenas 6% da radiação solar incidente, enquanto o gelo marinho reflete de 50% a 70%.

Os mecanismos propostos para a amplificação ártica observada incluem o  declínio do gelo marinho ártico (água aberta reflete menos luz solar que o gelo marinho [en]), o transporte atmosférico de calor do equador para o Ártico, e o feedback do gradiente adiabático.
Historicamente, dizia-se que o Ártico aquecia duas vezes mais rápido que a média global, mas esta estimativa baseava-se em observações mais antigas que não captaram a aceleração recente. Em 2021, dados suficientes mostraram que o Ártico aqueceu três vezes mais rápido que o planeta – 3,1 °C entre 1971 e 2019, contra 1 °C de aquecimento global no mesmo período. A estimativa considera o Ártico como tudo acima do paralelo 60 norte, ou um terço do Hemisfério Norte. Entre 2021 e 2022, constatou-se que, desde 1979, o aquecimento dentro do próprio Círculo Polar Ártico (acima do paralelo 66) foi quase quatro vezes mais rápido que a média global. Dentro do Círculo Polar Ártico, a amplificação ártica é ainda mais pronunciada na região do Mar de Barents, com pontos quentes ao redor da Corrente de Spitsbergen Ocidental [en]: estações meteorológicas em seu trajeto registram um aquecimento decadal até sete vezes mais rápido que a média global. Isto levantou preocupações de que, diferentemente do restante do gelo marinho ártico, a cobertura de gelo no Mar de Barents possa desaparecer permanentemente mesmo com cerca de 1,5 grau de aquecimento global.

A aceleração da amplificação ártica não foi linear: uma análise de 2022 revelou que ela ocorreu em dois saltos distintos, o primeiro por volta de 1986 e o segundo após 2000. O primeiro salto é atribuído ao aumento do forçamento radiativo antropogênico na região, provavelmente ligado à redução da poluição por aerossóis de enxofre estratosférico na Europa nos anos 1980 para combater a chuva ácida. Como os aerossóis de sulfato têm efeito de resfriamento, sua ausência pode ter elevado as temperaturas árticas em até 0,5 grau Celsius. O segundo salto não tem causa conhecida, o que explica sua ausência nos modelos climáticos. É provável que seja um exemplo de variabilidade natural multidecadal, como a sugerida conexão entre as temperaturas árticas e a Oscilação Multidecadal do Atlântico (OMA), podendo reverter-se no futuro. Contudo, mesmo o primeiro aumento na amplificação ártica foi simulado com precisão apenas por uma fração dos atuais modelos CMIP6.

Meandros (Ondas de Rossby) da corrente de jato polar do hemisfério norte em desenvolvimento (a), (b); e finalmente destacando uma "gota" de ar frio (c). Laranja: massas de ar mais quentes; rosa: corrente de jato.

### Possíveis impactos no clima de latitudes médias
Desde o início dos anos 2000, modelos climáticos têm apontado consistentemente que o aquecimento global deslocará gradualmente as correntes de jato em direção aos polos. Em 2008, evidências observacionais confirmaram esta previsão, mostrando que, entre 1979 e 2001, a corrente de jato do hemisfério norte moveu-se para o norte a uma taxa média de 2,01 quilômetros por ano, com uma tendência semelhante observada no hemisfério sul. Cientistas climáticos sugeriram que o aquecimento global também enfraquecerá progressivamente a corrente de jato. Tendências como o  declínio do gelo marinho do Ártico, a redução da cobertura de neve, os padrões de evapotranspiração e outras anomalias climáticas têm aquecido o Ártico mais rapidamente que outras partes do planeta. Entre 2021 e 2022, constatou-se que, desde 1979, o aquecimento no Círculo Polar Ártico foi quase quatro vezes mais rápido que a média global, com alguns pontos críticos na região do Mar de Barents aquecendo até sete vezes mais rápido que a média global. Embora o Ártico continue sendo uma das regiões mais frias da Terra hoje, o gradiente de temperatura entre ele e as áreas mais quentes do planeta diminuirá a cada década de aquecimento global devido a essa amplificação. Se esse gradiente influencia fortemente a corrente de jato, ela pode se tornar mais fraca e variável em seu trajeto, permitindo que mais ar frio do vórtice polar escape para as médias latitudes e desacelere a progressão das Ondas de Rossby, resultando em condições climáticas mais persistentes e extremas.
A hipótese acima está intimamente associada a Jennifer Francis, que a propôs pela primeira vez em um artigo de 2012 em coautoria com Stephen J. Vavrus. Embora algumas reconstruções paleoclimáticas tenham sugerido, em 1997, que o vórtice polar se torna mais variável e causa clima mais instável durante períodos de aquecimento, isso foi contradito por modelagens climáticas. As simulações do PMIP2 [en] em 2010 indicaram que a Oscilação Ártica [en] (OA) era muito mais fraca e negativa durante o Último Máximo Glacial, sugerindo que períodos mais quentes apresentam uma fase positiva mais forte da OA, reduzindo os vazamentos de ar do vórtice polar. No entanto, uma revisão de 2012 no Journal of the Atmospheric Sciences observou que "houve uma mudança significativa no estado médio do vórtice no século XXI, resultando em um vórtice mais fraco e perturbado", o que contradisse os resultados das modelagens, mas corroborou a hipótese de Francis-Vavrus. Além disso, um estudo de 2013 apontou que o CMIP5 da época subestimava fortemente as tendências de bloqueio no inverno, e outra pesquisa de 2012 sugeriu uma conexão entre a redução do gelo marinho ártico e nevascas intensas nos invernos das médias latitudes.
Em 2013, pesquisas adicionais de Francis relacionaram a redução do gelo marinho ártico a condições climáticas extremas no verão nas médias latitudes do norte, enquanto outro estudo daquele ano identificou possíveis ligações entre as tendências do gelo marinho ártico e chuvas mais intensas no verão europeu. Na época, também se sugeriu que essa conexão entre a amplificação ártica e os padrões da corrente de jato esteve envolvida na formação do Furacão Sandy e desempenhou um papel na onda de frio na América do Norte no início de 2014 [en]. Em 2015, o próximo estudo de Francis concluiu que padrões altamente amplificados da corrente de jato ocorreram com mais frequência nas últimas duas décadas. Assim, a continuidade das emissões que retêm calor favorece a formação crescente de eventos extremos causados por condições climáticas prolongadas.
Estudos publicados em 2017 e 2018 identificaram padrões de estagnação das ondas de Rossby na corrente de jato do hemisfério norte como responsáveis por outros eventos climáticos extremos quase estacionários, como a onda de calor europeia de 2018, a onda de calor europeia de 2003, a onda de calor na Rússia em 2010 ou as inundações no Paquistão em 2010 [en], sugerindo que esses padrões estavam todos conectados à amplificação ártica. Trabalhos adicionais de Francis e Vavrus naquele ano sugeriram que o aquecimento ártico amplificado é mais intenso nas camadas inferiores da atmosfera, pois o processo de expansão do ar mais quente aumenta os níveis de pressão, reduzindo os gradientes de altura geopotencial em direção aos polos. Como esses gradientes são responsáveis pelos ventos de oeste a leste devido à relação com o vento térmico, velocidades reduzidas são geralmente observadas ao sul das áreas com aumentos de geopotencial. Em 2017, Francis explicou suas descobertas ao Scientific American: "Muito mais vapor d'água está sendo transportado para o norte por grandes oscilações na corrente de jato. Isso é importante porque o vapor d'água é um gás de efeito estufa, assim como o dióxido de carbono e o metano. Ele retém calor na atmosfera. Este vapor também se condensa em gotículas que conhecemos como nuvens, que por si só retêm mais calor. O vapor é uma parte significativa da história da amplificação — uma grande razão pela qual o Ártico está aquecendo mais rápido que qualquer outro lugar."
Em um estudo de 2017 conduzido pelo climatologista Judah Cohen e vários de seus associados, Cohen escreveu que "[a] mudança nos estados do vórtice polar pode explicar a maioria das recentes tendências de resfriamento no inverno nas médias latitudes da Eurásia". Um artigo de 2018 de Vavrus e outros relacionou a amplificação ártica a extremos de calor e seca mais persistentes nos verões das médias latitudes, bem como ao resfriamento continental no inverno. Outro artigo de 2017 estimou que, quando o Ártico experimenta aquecimento anômalo, a produção primária na América do Norte diminui entre 1% e 4% em média, com alguns estados sofrendo perdas de até 20%. Um estudo de 2021 descobriu que uma interrupção no vórtice polar estratosférico está associada a condições de frio extremo no inverno em partes da Ásia e da América do Norte, incluindo a onda de frio na América do Norte em fevereiro de 2021. Outro estudo de 2021 identificou uma relação entre a perda de gelo marinho no Ártico e o aumento do tamanho de incêndios florestais no Oeste dos Estados Unidos.
No entanto, como as observações específicas são consideradas de curto prazo, há considerável incerteza nas conclusões. Observações em climatologia exigem várias décadas para distinguir definitivamente as formas de variabilidade natural das tendências climáticas. Esse ponto foi enfatizado por revisões em 2013 e em 2017. Um estudo de 2014 concluiu que a amplificação ártica reduziu significativamente a variabilidade de temperatura na estação fria no hemisfério norte nas últimas décadas. O ar frio ártico invade as latitudes mais quentes mais rapidamente hoje durante o outono e o inverno, uma tendência projetada para continuar no futuro, exceto no verão, levantando dúvidas sobre se os invernos trarão mais extremos de frio. Uma análise de 2019 de um conjunto de dados coletados de 35 182 estações meteorológicas em todo o mundo, incluindo 9 116 com registros superiores a 50 anos, encontrou uma queda acentuada nas ondas de frio nas médias latitudes do norte desde a década de 1980.
Além disso, uma série de dados observacionais de longo prazo coletados durante a década de 2010 e publicados em 2020 sugere que a intensificação da amplificação ártica desde o início dos anos 2010 não esteve ligada a mudanças significativas nos padrões atmosféricos das médias latitudes. Pesquisas de modelagem de ponta do PAMIP (Projeto de Intercomparação de Modelos de Amplificação Polar) aprimoraram as descobertas de 2010 do PMIP2, constatando que o declínio do gelo marinho enfraqueceria a corrente de jato e aumentaria a probabilidade de bloqueio atmosférico, mas a conexão era muito pequena e geralmente insignificante em comparação com a variabilidade interanual. Em 2022, um estudo complementar descobriu que, embora a média do PAMIP provavelmente tenha subestimado o enfraquecimento causado pelo declínio do gelo marinho em 1,2 a 3 vezes, mesmo a conexão corrigida representa apenas 10% da variabilidade natural da corrente de jato.
Adicionalmente, um estudo de 2021 constatou que, embora as correntes de jato tenham se deslocado lentamente para os polos desde 1960, como previsto pelos modelos, elas não enfraqueceram, apesar de um pequeno aumento na ondulação. Uma reanálise de 2022 dos dados observacionais de aeronaves coletados entre 2002 e 2020 sugeriu que a corrente de jato do Atlântico Norte, na verdade, se fortaleceu. Por fim, um estudo de 2021 conseguiu reconstruir os padrões da corrente de jato dos últimos 1 250 anos com base em testemunhos de gelo da Groenlândia e concluiu que todas as mudanças observadas recentemente permanecem dentro da faixa de variabilidade natural: o momento mais provável de divergência é 2060, sob o cenário Caminho de Concentração Representativo [en] 8.5, que implica emissões de gases de efeito estufa em aceleração contínua.